# Verzorgingsplaats Ruyven
Verzorgingsplaats Ruyven is een Nederlandse verzorgingsplaats, gelegen aan de A13 tussen de aansluitingen Rotterdam The Hague Airport (11) en Delft-Zuid (10). De invoegstrook loopt over in de oprit voor aansluiting Delft-Zuid. Ruyven ligt op het grondgebied van de plaats Delfgauw in de gemeente Pijnacker-Nootdorp.
De verzorgingsplaats heeft twee fastfoodrestaurants en een casino. Deze zijn tevens voor voetgangers bereikbaar via de parallelweg aan de oostzijde van de A13.
Verzorgingsplaats Ruyven is in de winter van 2010-2011 door Rijkswaterstaat volledig opgeknapt. Er is sindsdien een oplaadpunt voor elektrische voertuigen, een speeltuin en twee fitnesstoestellen. Tevens zijn alle bosschages weggehaald waardoor de verzorgingsplaats sociaal veiliger is geworden.
Ruyven is evenals een industrieterrein en een recreatiegebied vernoemd naar een vroegere woonkern.
Aan de andere kant van de snelweg ligt verzorgingsplaats Vrijenban.
Richting Rotterdam:
Vrijenban
Richting Rijswijk:
Ruyven